# GTO tyristor

Konstrukce tranzistoru GTO
A – anoda
K – katoda
G – hradlo

Ekvivalentní obvod tyristoru GTO

Vypínací tyristor je elektronická součástka, která umožňuje vypnutí (přechod z propustného do blokovacího stavu) prostřednictvím řídicího signálu. Tímto signálem je proud v obvodu hradla, který má opačný smysl než při zapínání a je také podstatně větší. Velmi často se u sledované součástky setkáváme s termínem GTO tyristor (anglicky gate turn off – hradlem vypínaný).

## Struktura a princip činnosti
Struktura vypínacího tyristorů je podobná struktuře klasického (triodového zpětně závěrného) tyristoru. Princip zapnutí a vedení propustného proudu je také podobný. Vypínací tyristor má, oproti klasickému, mnohem složitější plošné členění vrstev tvořících přechod J3. Řídící elektroda je tímto členěním rozprostřena do celého průřezu tyristoru. To umožňuje vypnutí tyristoru zavedením proudového impulsu iRG do obvodu hradla. Tento impuls má opačný směr a je mnohonásobně větší než impuls iFG, jímž se tyristor zapíná.